# Fermion

De 12 elementaire fermionen staan gegroepeerd in de eerste drie kolommen

Een fermion, vernoemd naar de Italiaanse natuurkundige Enrico Fermi, is een deeltje dat zich kenmerkt door een halftallige spin (s=1/2, s=3/2, s=5/2, ...). Dit in tegenstelling tot bosonen, die altijd een heeltallige spin bezitten. Elk subatomair deeltje van het standaardmodel valt in te delen in een van deze twee soorten. Omdat fermionen een halftallige spin bezitten, voldoen ze aan het uitsluitingsprincipe van Pauli, wat wil zeggen dat twee fermionen niet precies dezelfde kwantumgetallen kunnen hebben. Dit principe zorgt voor onder andere de stabiliteit van elektronenschillen. Meer algemeen voldoen fermionen aan de Fermi-Diracverdeling.
Elementaire fermionen, dat zijn fermionen die zelf niet meer uit andere subatomaire deeltjes bestaan dus elementaire deeltjes, zijn zelf verder onder te verdelen in leptonen (bijvoorbeeld elektron, muon) en quarks (de elementaire bouwstenen van hadronen). Het zijn de bouwstenen van materie. Hun spin is een half. Naast elementaire fermionen bestaan er ook samengestelde fermionen; bijvoorbeeld het proton en het neutron.
Elementaire bosonen brengen krachten over tussen de elementaire fermionen.